# Мартин Фрийман
Мартин Джон Кристофър Фрийман (на английски: Martin John Christopher Freeman) е английски актьор, популярен с ролите си в британската версия на „Офисът“ и „Шерлок“, където играе доктор Уотсън, както и с ролята на Билбо Бегинс в трилогията „Хобит“ на Питър Джаксън. Други по-значими филмови проекти, в които взима участие, са „Наистина любов“ (Love Actually), Пътеводител на галактическия стопаджия (The Hitchhiker's Guide to the Galaxy) и трилогията Three Flavours Cornetto.

## Ранни години и образование
Мартин Фрийман е роден на 8 септември 1971 г. в Алдършот, Хемпшир. Отгледан е в семейство на католици. Той е петото дете в семейството на Джефри и Филомена. Има по-голям брат на име Тим, който е музикант и член на групата Frazier Chorus. Родителите му се развеждат, а когато е на 10, баща му умира от сърдечен удар. Завършва средното си образование в католическо училище, след което следва в Central School of Speech and Drama в Лондон.
Въпреки че семейството му не е отдадено напълно на религията, тя оказва голямо влияние върху неговия живот. Като дете е бил астматик и претърпява операция, тъй като има проблем с бедрата си.

## Кариера
Фрийман е участвал в много телевизионни и театрални продукции, като през 2001 г. добива голяма популярност с ролята на Тим Кентърбъри в BBC The Office. Следват роли в проекти на Саша Барън Коен и романтичната комедия „Наистина любов“. Участва в две от най-успешните комедии на Саймън Пег и Ник Фрост – „Шон от мъртвите“ и „Горещи палки“.
За ролята си на д-р Уотсън в сериала на ББС „Шерлок“, модерна адаптация на разказите за Шерлок Холмс, Фрийман получава БАФТА за най-добра поддържаща мъжка роля в телевизионен филм или сериал през 2011 г.
През 2012 г. Фрийман получава ролята на Билбо Бегинс във филмовата поредица „Хобит“, предистория на поредицата „Властелинът на пръстените“. Във втория филм от трилогията Фрийман отново си партнира с Бенедикт Къмбърбач, който играе Шерлок Холмс в гореспоменатия сериал.

## Личен живот
Актьорът в понастоящем живее в Хартфордшър заедно с приятелката си Аманда Абингтън, също актриса, и двете им деца Джо и Грейс. Въпреки че дълги години е живял спрямо каноните на Римокатолическата църква, Фрийман счита себе си за атеист. Сред идолите от неговото детство са Боб Марли и Пол Уелър. Любимите му филми са Кръстникът (на английски: The Godfather), музикално-документалният филм This is Spinal Tap, Уестсайдска история (на английски: Westside Story), както и телевизионният сериал Семейство Сопрано.
Мартин Фрийман е вегетарианец, което е причината да напусне първата си работа във веригата за бързо хранене Wimpy само след първите три смени. Запален е по крикета, в резултат на което през 2011 г. участва в благотворителен мач с цел набирането на средства за пострадалите от земетресението в Крайстчърч, вторият по големина град в Нова Зеландия, през същата година.

## Частична филмография
Кино
- 2003 – „Наистина любов“ (Love Actually)
- 2005 – „Пътеводител на галактическия стопаджия“ (The Hitchhiker's Guide to the Galaxy)
- 2006 – „Взлом“ (Breaking and Entering)
- 2009 – „Дива мишена“ (Wild Target)
- 2012 – „Хобит: Неочаквано пътешествие“ (The Hobbit: An Unexpected Journey)
- 2012 – „Пиратите! Банда неудачници“ (The Pirates! Band of Misfits)
- 2013 – „Краят на света“ (The World's End)
- 2013 – „Хобит: Пущинакът на Смог“ (The Hobbit: The Desolation of Smaug)
- 2014 – „Хобит: Битката на петте армии“ (The Hobbit: The Battle of the Five Armies)
- 2016 – „Капитан Америка: Войната на героите“ (Captain America: Civil War)

Телевизия
- 2001 – 2003 – „Офисът“ (The Office)
- 2005 – „Семейство Робинсън“ (The Robinsons)
- 2010– – „Шерлок“ (Sherlock)
- 2014 – „Фарго“ (Fargo)